# Chippenham (Cambridgeshire)
Pour les articles homonymes, voir Chippenham (homonymie).
Chippenham est une paroisse civile et un village du Cambridgeshire, en Angleterre.